# Старгейт Инфинити
Старгейт Инфинити (на английски: Stargate Infinity) е научнофантастичен анимационен сериал.
Действието се развива 30 – 40 години в бъдещето. Проследява историята на екип, който е обвинен за престъпление, което не са извършили. Екипът трябва да пътува от планета на планета в опит да изчисти името си и да защити странен извънземен, който намират в първия епизод.
Сериалът не печели популярност и е прекратен след първия си сезон.